# وان لیتل ایندیپندنت رکوردز
وان لیتل ایندیپندنت رکوردز (به انگلیسی: One Little Independent Records) (که پیش‌تر با نام وان لیتل ایندین رکوردز شناخته می‌شد) ناشر موسیقی مستقل انگلیسی می‌باشد که در سال ۱۹۸۵ توسط اعضای گروه‌های مختلف موسیقی آنارکو-پانک راه‌اندازی شد و در توسط بیس‌زن قبلی فلاکس او پینک ایندینز درک بیرکت، مدیریت می‌شود. این ناشر موسیقی در دههٔ ۱۹۹۰ تعدادی ناشر زیرمجموعه راه‌اندازی کرد.

## هنرمندان سرشناس
- ایمی مارگارت[۱]
- آوسگیر[۲]
- بیورک[۳]
- کودی چستنات
- دیزی چینسا
- امیلیانا تورینی[۲]
- فاکسترات[۴]
- فوفانو[۵]
- گابریل اوفلاس[۶]
- گالیا بیزنگالیو[۷]
- گاد دم[۸]
- جسی مالین
- کاترین ویلیامز[۹]
- مانو دلگائو
- مری واترسون[۱۰]
- اولگا بل[۳]
- کوئینادرینا
- ساماریس[۸]
- ساراسارا[۱۱]
- د شوگرکیوبز
- وایلد پیلمز[۱۲]